# شهم (اسم)
شهم هو اسم علم مذكر من أصل عربي، ومعناه هو الذكي الفؤاد السيد النافع الحكم الفرس النشيط السريع القوي.

## الأصل اللغوي
شهُمَ يَشهُم، شَهامةً، فهو شَهْم، والشهامة هي مصدر جامع لكل الصفات التي يستحق صاحبها الثناء.
شهُم الرَّجل: كان عزيز النفْس حريصًا على مباشرة الأمور التي تستتبع الذكر الجميل، والفاعل منه (شَهَم)[بحاجة لمصدر]

## وصلات خارجية
- موسوعة السلطان قابوس لأسماء العرب نسخة محفوظة 5 أبريل 2019 على موقع واي باك مشين.